# Zbigniew Landau

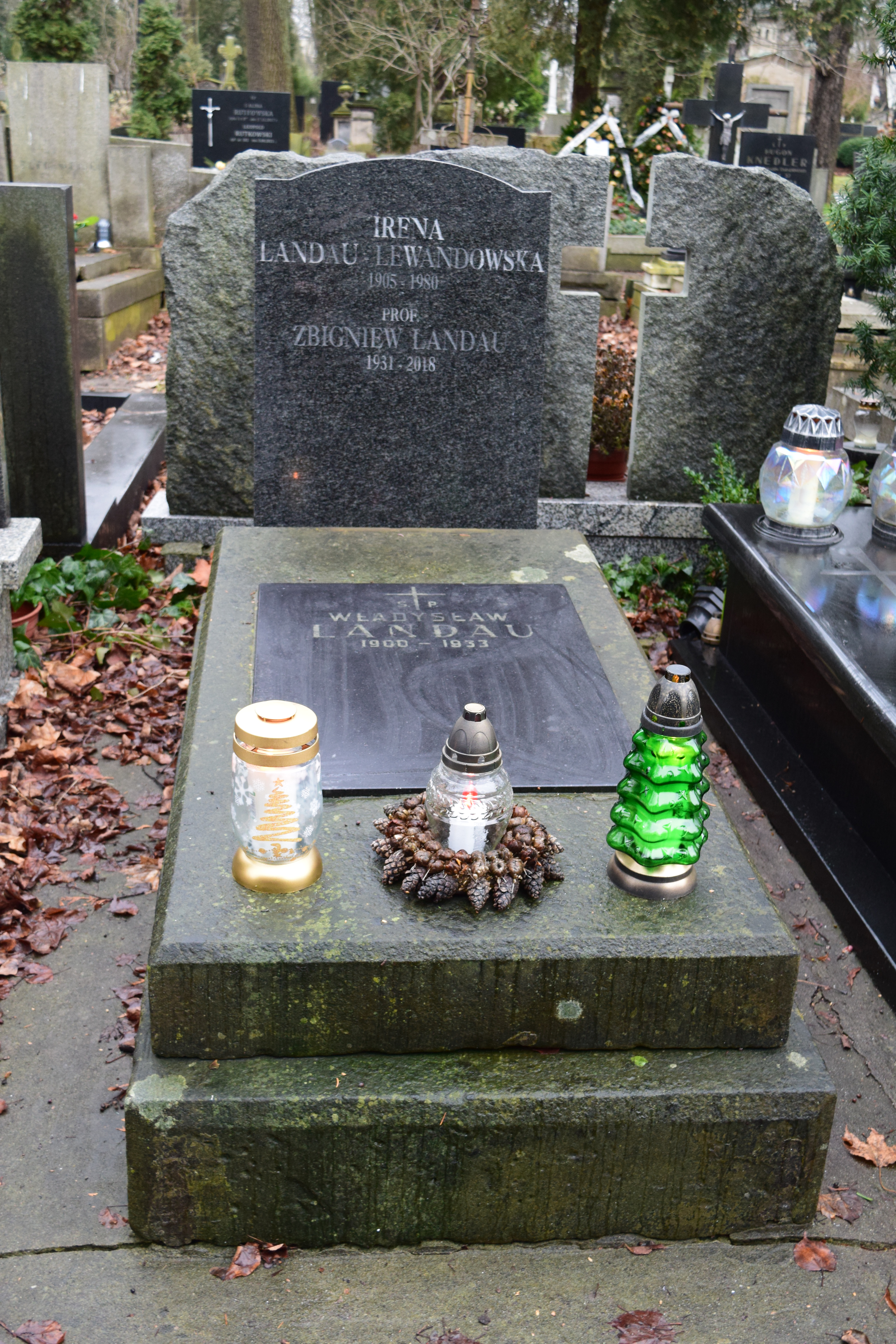
Grób prof. Zbigniewa Landaua na cmentarzu ewangelicko-augsburskim w Warszawie

Zbigniew Władysław Landau (ur. 18 stycznia 1931 w Warszawie, zm. 23 listopada 2018 tamże) – polski historyk i ekonomista, kierownik Katedry Historii Gospodarczej i Społecznej Szkoły Głównej Handlowej, prorektor ds. naukowych Uczelni Warszawskiej im. Marii Skłodowskiej-Curie, a wcześniej Wyższej Szkoły Działalności Gospodarczej w Warszawie.

## Życiorys
Urodził się w rodzinie Władysława Henryka (1901–1933), ekonomisty, statystyka, urzędnika Ministerstwa Skarbu, oraz Ireny (zm. 1980), nauczycielki w szkołach powszechnych. Przed wybuchem II wojny światowej był uczniem szkoły powszechnej, do której uczęszczał do 1943 r. Był także uczniem tajnych kompletów. 
Po zakończeniu wojny kontynuował naukę i w 1949 otrzymał świadectwo dojrzałości. Następnie do 1955 studiował na Wydziale Planowania Finansowego Szkoły Głównej Planowania i Statystyki w Warszawie; z tą uczelnią, która wróciła do swojej tradycyjnej nazwy w 1991 – Szkoła Główna Handlowa, był związany przez resztę życia. Pracę dyplomową pt. „Pożyczka tytoniowa” napisał na seminarium dyplomowym na Wydziale Finansów w 1954 r., natomiast stopień magistra ekonomisty uzyskał 1 lipca 1955.
Jeszcze jako uczeń wstąpił w 1947 r. do OMTUR, w której pełnił funkcję sekretarza koła, członka prezydium KD OMTUR Warszawa Północ. Od września 1948 należał do ZMP, równocześnie pracując jako przewodniczący zespołu redakcyjnego biuletynu „Wasza Praca”. Prace redakcyjne kontynuował po wstąpieniu na SGPiS w gazetce dziennej ZMP, a później w ZSP.
Napisał pod kierunkiem Andrzeja Grodka (zm. 1959) pracę doktorską pod ostatecznym tytułem „Pożyczki zagraniczne państwa polskiego 1918–1926”, obrona odbyła się pod kierunkiem Witolda Kuli 19 maja 1960. Praca doktorska stanowi cenny wkład do poznania i oceny polityki i gospodarki Polski międzywojennej.
Działalność dydaktyczną prowadził wykładając historię gospodarczą w SGPiS, a przez jeden semestr również w Wyższej Szkole Nauk Społecznych przy KC PZPR. Działalności dydaktycznej towarzyszyła praca nad habilitacją, na temat planu stabilizacyjnego.
Pracy dydaktycznej i naukowej towarzyszyła aktywność prof. Z. Landaua w działalności organizacyjnej uczelni. W latach 1965–1970 był kierownikiem Zakładu Najnowszej Historii Gospodarczej Polski w Katedrze Historii Gospodarczej SGPiS, w latach 1966–1967 dyrektorem Biblioteki SGPiS. Od roku 1975 do 1978 r. był prodziekanem do spraw nauki na Wydziale Ekonomiczno-Społecznym, a od 1978 wicedyrektorem Instytutu Ekonomii Politycznej. Współpracował z Polskim słownikiem biograficznym, był także autorem haseł w Słowniku biograficznym działaczy polskiego ruchu robotniczego.
Był członkiem centralnej Komisji Oceny Akt Archiwalnych przy Naczelnej Dyrekcji Archiwów Państwowych i kierował pracą podkomisji akt gospodarczych i bankowych. Był konsultantem ds. gospodarczych Pracowni Stosunków Polsko-Radzieckich PAN. Brał udział w Polskim Towarzystwie Ekonomicznym w pracach związanych z organizacją sekcji historii gospodarczej.
Pełnił również funkcję doradczą do spraw historii finansów w Instytucie Finansów przy Ministerstwie Finansów. Zajmował się od 1974 r. poszukiwaniem srebra stanowiącego własność przedwojenną Funduszu Obrony Narodowej, które zostało z Polski wywiezione w 1939 r. i było uważane za zaginione. W wyniku poszukiwań ustalono, że srebro znajdowało się w depozycie Francji. Zgromadził również dokumentację, niezbędną dla rządu dla starań o rewindykację, która zakończyła się pełnym powodzeniem.
10 lipca 1980 nadano mu tytuł profesora zwyczajnego nauk ekonomicznych.
Od 1 października 1987 był kierownikiem Katedry Historii Gospodarczej i Społecznej Szkoły Głównej Handlowej. Powołany na przewodniczącego Rady Bibliotecznej SGH w 1993 r.
W 1955 r. ożenił się z Ireną Barską, absolwentką polonistyki Uniwersytetu Warszawskiego, z którego to związku urodziła się córka Anna.
Zmarł w Warszawie, pochowany na cmentarzu ewangelicko-augsburskim (aleja 36, grób 8).

## Działalność naukowa
Przedmiotem jego szczególnych zainteresowań była historia gospodarcza Polski międzywojennej: problematyka kapitałów obcych, a w szczególności pożyczek zagranicznych dla państwa polskiego, przebieg wielkiego kryzysu gospodarczego w latach 1930–1935, próby „nakręcania” koniunktury w okresie pokryzysowym, ocena gospodarki Polski międzywojennej oraz publikacja źródeł.
Był autorem (lub współautorem) około 500 publikacji, w tym kilkudziesięciu książek, skryptów oraz podręczników akademickich z zakresu historii gospodarczej Polski i świata:
- Historia gospodarcza świata XIX i XX wieku,
- Dzieje gospodarcze świata do 1970 roku,
- Historia gospodarcza Polski XIX i XX wieku,
- Dzieje gospodarcze Polski do 1939 roku, napisana wspólnie z prof. Wojciechem Roszkowskim,
- Polityka gospodarcza II RP i PRL,
- Gospodarka Polski w XX wieku, napisana wspólnie z prof. J. Kalińskim.

Profesor Z. Landau zainicjował wydawanie i redagowanie z prof. J. Kalińskim Materiałów do seminariów z najnowszej historii gospodarczej Polski. W latach 1974–1978 ukazały się cztery ich tomy.
Do wypromowanych przez niego doktorów należy Wojciech Roszkowski.

## Wybrane prace
- Plan stabilizacyjny 1927–1929 (KiW 1964)
- Dzieje gospodarcze Polski do 1939 roku (współautorzy: Benedykt Zientara, Antoni Mączak, Ireneusz Ihnatowicz, 1965)
- Historia gospodarcza Polski XIX i XX wieku (1978)
- The Polish Economy in the Twentieth Century (Croom Helm 1985)
- Bank Gospodarstwa Krajowego (Oficyna Wydawnicza SGH 1998)
- Zarys historii gospodarczej Polski 1918–1939
- Gospodarka Polski międzywojennej, t. I–IV (współautor Jerzy Tomaszewski)
- Zbigniew Landau, Janusz Kaliński, Gospodarka Polski w XX wieku, Polskie Wydawnictwo Ekonomiczne}, 2003, ISBN 83-208-1428-6 [dostęp 2023-01-08]. Brak numerów stron w książce
- Encyklopedia historii Drugiej Rzeczypospolitej (redaktor naczelny)

## Ordery i odznaczenia
- Krzyż Oficerski Orderu Odrodzenia Polski (1996)[10]
- Krzyż Kawalerski Orderu Odrodzenia Polski
- Medal Komisji Edukacji Narodowej